# Municipio de Watensaw
El municipio de Watensaw (en inglés: Watensaw Township) es un municipio ubicado en el condado de Prairie en el estado estadounidense de Arkansas. En el año 2010 tenía una población de 1278 habitantes y una densidad poblacional de 6,81 personas por km².

## Geografía
El municipio de Watensaw se encuentra ubicado en las coordenadas 34°45′42″N 91°28′27″O / 34.76167, -91.47417. Según la Oficina del Censo de los Estados Unidos, el municipio tiene una superficie total de 187.53 km², de la cual 177,16 km² corresponden a tierra firme y (5,53 %) 10,37 km² es agua.

## Demografía
Según el censo de 2010, había 1278 personas residiendo en el municipio de Watensaw. La densidad de población era de 6,81 hab./km². De los 1278 habitantes, el municipio de Watensaw estaba compuesto por el 79,34 % blancos, el 20,03 % eran afroamericanos, el 0,08 % eran amerindios, el 0,23 % eran de otras razas y el 0,31 % eran de una mezcla de razas. Del total de la población el 0,78 % eran hispanos o latinos de cualquier raza.